# أندرس توماس جينسن
اندرس توماس جينسين (بالدنماركية: Anders Thomas Jensen) (و. 1972  م) هو مخرج أفلام، وكاتب سيناريو دنماركي.

## اعماله

### افلام
- الأرض الموعودة (2023)

## جوائز وترشيحات
حصل على جوائز منها:
- جائزة الأوسكار لأفضل فيلم حي قصير، عن عمل: Election Night (1998 film) [الإنجليزية]‏.

ترشح لـ:
- جائزة الأوسكار لأفضل فيلم حي قصير، عن عمل: Ernst & Lyset  [لغات أخرى]‏
- جائزة الأوسكار لأفضل فيلم حي قصير، عن عمل: Wolfgang  [لغات أخرى]‏
- جائزة الأوسكار لأفضل فيلم حي قصير، عن عمل: Election Night (1998 film) [الإنجليزية]‏.

## وصلات خارجية
- اندرس توماس جينسين على موقع IMDb (الإنجليزية)
- اندرس توماس جينسين على موقع قاعدة بيانات الأفلام العربية
- اندرس توماس جينسين على موقع قاعدة بيانات الأفلام العربية
- اندرس توماس جينسين على موقع ألو سيني (الفرنسية)
- اندرس توماس جينسين على موقع أول موفي (الإنجليزية)
- اندرس توماس جينسين على موقع قاعدة بيانات الأفلام السويدية (السويدية)
- اندرس توماس جينسين على موقع ديسكوغز (الإنجليزية)
- اندرس توماس جينسين على موقع قاعدة بيانات الفيلم (الإنجليزية)
- اندرس توماس جينسين على موقع كينوبويسك (الروسية)